# Sybra minuta
Sybra minuta là một loài bọ cánh cứng trong họ Cerambycidae.